# 默奇維爾
默奇維爾是瑞士的城鎮，位於該國中西部，由伯恩州負責管轄，面積2.95平方公里，海拔高度530米，2011年人口139，七成半人口信奉基督教，人口密度每平方公里47人。